# 费利佩·北代
费利佩·北代（葡萄牙語：Felipe Kitadai，1989年7月28日—），巴西男子柔道运动员，2011年世界柔道锦标赛男子团体银牌得主、2012年夏季奥林匹克运动会男子60公斤级铜牌得主。他于2022年3月宣布退役。